# Кастро, Мария Антония
Мария Антония Кастро (исп. María Antonia Castro; 10 июня 1881 года, Андалусия, Испания — 16 января 1996 года, Андалусия, Испания) — испанская супердолгожительница. Мария прожила 114 лет и 220 дней и считалась старейшим полностью верифицированным человеком в истории Испании на протяжении 20-ти лет (с 1996 года по 2016 год), пока этот титул не перешёл к Анне Марии Рубио (которая прожила 116 лет и 47 дней). На момент смерти Мария Кастро была пятым старейшим живущим человеком в мире. По состоянию на октябрь 2018 года она является второй старейшей полностью верифицированной испанкой в истории и входит в список 100 старейших людей в истории.